# 赫爾穆特·普萊斯納

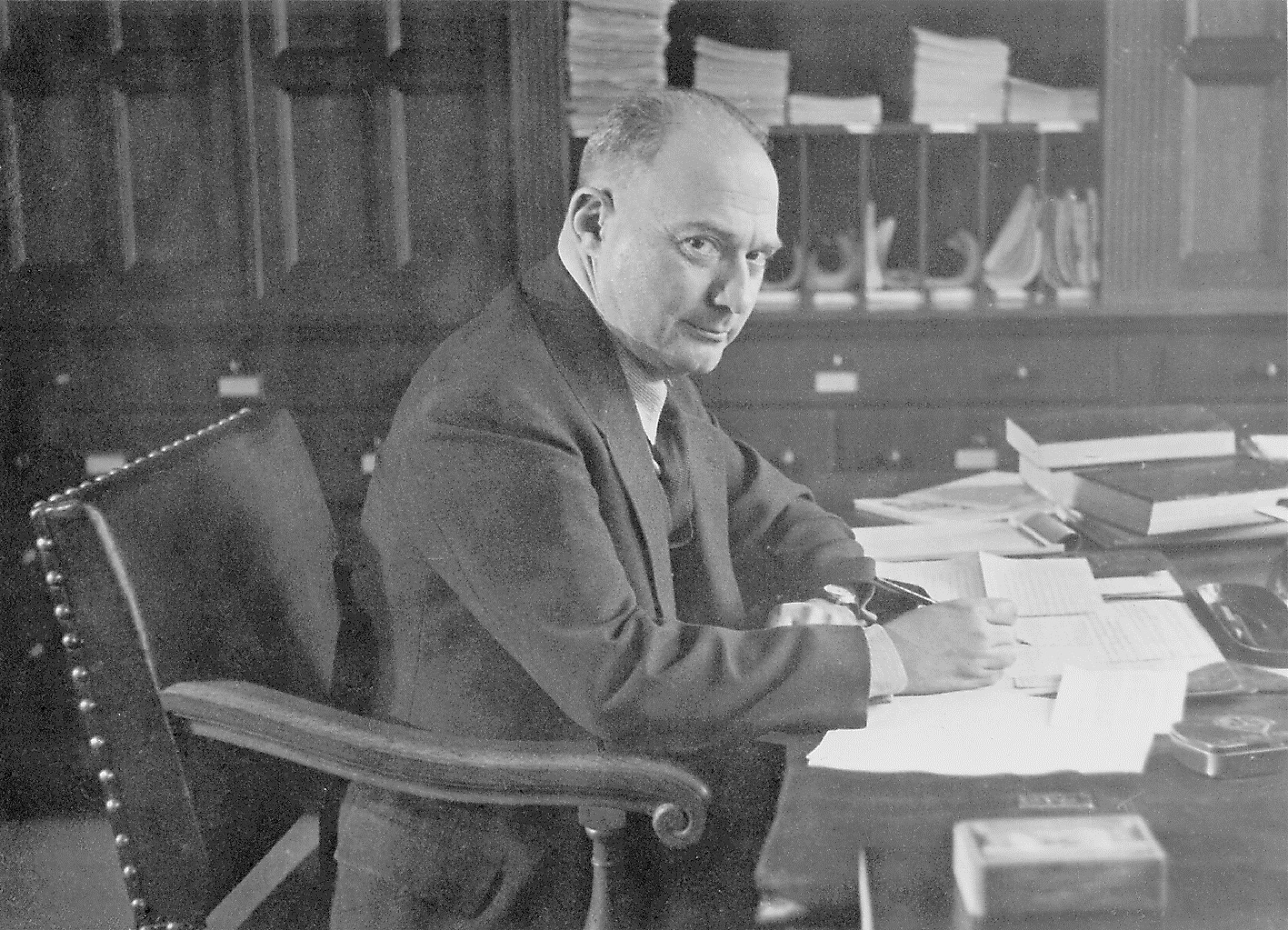
赫爾穆特·普萊斯納 (1939)

赫爾穆特·普萊斯納（Helmuth Plessner, 1892年9月4日—1985年6月12日）是德國哲學家和社會學家，也是哲學人類學的主要代表人之一。

## 生平
- 1892年出生於威斯巴登
- 1910年，普萊斯納開始了醫學和動物學的研究，後來則進行哲學的研究。
- 1920年，普萊斯納在新建成的科隆大學獲得了哲學私人講師資格並且通過教授資格考試。
- 1933年，因為父親的猶太裔身份的緣故，普萊斯納被撤教職。
- 1941年，他的著作《笑與哭》出版。

## 哲學人類學
普萊斯納，跟馬克斯·舍勒和阿爾諾德·蓋倫，都是哲學人類學的主要代表人物。這場哲學運動在20世紀的首兩三個世紀形成，致力就人及其在世界、歷史、自然中之地位的問題，提出理論上的說明。哲學人類學通過與當時其他哲學思潮（現象學、新康德主義）以及與自然科學（尤其生物學）展行爭論，日益發展。舍勒、蓋倫、普萊斯納三人都主張人具有獨特地位，並且在一定程度上反對達爾文主義。與舍勒不同的是，普萊斯納並不追問人有沒有超時間性的本質；與蓋倫不同的是，普萊斯納並不首先把人界定為“有匱乏的存在”（Mängelwesen，這是一個來自赫爾德的關鍵字詞）。
普萊斯納在其《有機體及人類的發展階段》中有系統地提出了他的人類學觀念，並且提出了“離心定位”（Exzentrischen Positionalität）的基本範疇。普萊斯納人類學有兩個主導性的問題：
1. 生命現象與無生命現象如何區別？
2. 生命現象是如何組織的？

第一個問題的答案就在於界限（Grenze）的觀念。與無機體不同，有機體與其環境有著一種涉及界限的獨特關聯；植物和動物都是體現著界限的生物。
第二個問題的答案則在於位置（Position）的觀念。根據有機體各自不同的定位特性，普萊斯納區分出三個組織形式（Organisationsformen）或組織階段（Organisationsstufen）：植物，動物，人類。

## 著作
- Die wissenschaftliche Idee, ein Entwurf über ihre Form (1913)
- Krisis der transzendentalen Wahrheit im Anfängen (1918)
- Die Einheit der Sinne. Grundlinien einer Ästhesiologie des Geistes (1923)
- Grenzen der Gemeinschaft. Eine Kritik des sozialen Radikalismus (1924)
- Die Stufen des Organischen und der Mensch. Einleitung in die philosophische Anthropologie (1928)
- Macht und menschliche Natur. Ein Versuch zur Anthropologie der geschichtlichen Weltansicht (1931)
- Zur Anthropologie des Schauspielers (1948)
- Lachen und Weinen. Eine Untersuchung der Grenzen menschlichen Verhaltens (1941)
- Das Lächeln (1950)
- Die verspätete Nation. Über die politische Verführbarkeit bürgerlichen Geistes (1959, ursprünglich 1935)
- Die Frage nach der Conditio humana (1961)
- Die Emanzipation der Macht (1962)
- Anthropologie der Sinne (1970)
- Mit anderen Augen. Aspekte einer philosophischen Anthropologie (1982)

## 外部連結
- .  （德语）.
- www.helmuth-plessner.de （页面存档备份，存于）